# Vịt Pất Lài
Vịt Pất Lài, còn gọi là vịt Đốm, vịt Nàng, là giống vịt kiêm dụng trứng - thịt, có nguồn gốc từ Lạng Sơn, được công nhận là một trong 59 giống vật nuôi được bảo tồn và phát triển ở Việt Nam.

## Đặc điểm ngoại hình
Lúc mới nở, vịt có màu lông vàng nhạt, phớt đen ở đầu và đuôi; mỏ và chân vàng, có con hơi xám hoặc xám đen. Vịt mái trưởng thành có lông màu hoa mơ nhạt; mỏ và chân màu vàng hoặc vàng nhạt, có con màu hơi xám. Vịt trống trưởng thành có lông xanh đen ở đầu, cổ và dọc lưng có màu giống màu con cò lửa, đuôi có 2-3 lông móc cong; con trống có mỏ màu xám xanh hoặc vàng; chân màu vàng. Đầu to vừa phải, cổ dài trung bình. Vịt trưởng thành có cơ thể vững chắc, thân hình chữ nhật, dáng đứng tạo góc 30 - 450 so với mặt đất.

## Năng suất

### Năng suất sinh sản
Tuổi đẻ của vịt là 23 tuần tuổi. Khối lượng vào đẻ đạt 1.680 g/con - 1.934 g/con. Tỷ lệ đẻ 39,13 - 46,94%; năng suất trứng 142,43 - 170,85 quả/mái/năm; tiêu tốn thức ăn từ 4,29 đến 5,47 kg thức ăn/10 quả trứng giống. Trứng của vịt Đốm: 68,04 g/quả; hơi dài: chỉ số hình thái là 1,49; tỷ lệ lòng đỏ, lòng trắng và vỏ tương ứng là: 31,50; 52,07 và 16,43%; đơn vị Haugh đạt 79,48. Tỷ lệ trứng có phôi đạt trên 90% và tỷ lệ nở trên 85% so với trứng có phôi.

### Khả năng cho thịt
Tuổi giết thịt là 10 tuần tuổi, tương ứng với khối lượng 1,8 - 1,9 kg/con. Tỷ lệ thịt xẻ cao, từ 67 - 71%, tỷ lệ thịt lườn 14,5 - 15,5%; thịt đùi từ 13 - 14%. Tiêu tốn thức ăn 2,65 - 2,8 kg/kg tăng khối lượng.